# 春秋 (书)
春秋即历史，現在通常指魯國《春秋》。据传，为孔子所作或修订而成，但有争议。《春秋》不像《诗经》，《春秋》没有出土战国版本。《春秋》記述從魯隱公元年（公元前722年）到魯哀公十四年（公元前481年）間242年之歷史，後人把書中包括之時代稱為「春秋時代」:2。漢朝起被尊為五經之一，在四庫全書中屬於經部，在十三经中，《公羊传》与《穀梁傳》作为《春秋》的解读文本，也被列入十三经中。《左传》可能是独立于春秋的比春秋更早的一部历史书。《公羊传》、《左传》、《穀梁传》并称为“春秋三传”。
此书记载了从鲁隐公元年（前722年）到鲁哀公十四年（前481年）間魯國與眾諸侯國的大事，也是中国现存最早的编年体史书。《春秋》一书的體例宛若各年月的新闻标题彙編，意不在史而在“义”。辜鸿铭之《中國人的精神》所陳即此。相反地，《宋史》记载北宋王安石批評《春秋》为“斷爛朝報”（朝廷公報的斷簡殘篇），不過王安石是否真有此說亦有爭議。

## 创作背景
孔子“作《春秋》”的原因，《史记》中是这样记载的：“余（太史公）闻董生曰：‘周道衰废，孔子为鲁司寇，诸侯害之，大夫壅之。孔子知言之不用，道之不行也，是非二百四十二年之中，以为天下仪表，贬天子，退诸侯，讨大夫，以达王事而已矣。’ 子曰：‘我欲载之空言，不如见之於行事之深切著明也。’“司馬遷对《春秋》极为推崇：”夫《春秋》，上明三王之道，下辨人事之纪，别嫌疑，明是非，定犹豫，善善恶恶，贤贤贱不肖，存亡国，继绝世，补敝起废，王道之大者也。……故《春秋》者，礼义之大宗也。夫礼禁未然之前，法施已然之后；法之所为用者易见，而礼之所为禁者难知。
学术界对于《春秋》的史学价值存在质疑。胡適认为：“《春秋》那部书，只可当作孔门正名主义的参考书看，却不可当作一部模范的史书看。后来的史家把《春秋》当作作史的模范，便大错了。为什么呢？因为历史的宗旨在于‘说真话，记实事’。《春秋》的宗旨，不在记实事，只在写个人心中对实事的评判。”徐复观也说：“可以断定孔子修《春秋》的动机、目的，不在今日所谓‘史学’，而是发挥古代良史，以史的审判代替神的审判的庄严使命。可以说，这是史学以上的使命，所以它是经而不是史。”
然而史料记载中并没有对《春秋》的历史记载产生怀疑。杜预在《春秋左传集解·序》中说：“仲尼因鲁史策书成文，考其真伪，而志其典礼，上以遵周公之遗制，下以明将来之法。”朱熹说：“圣人作《春秋》，不过直书其事，善恶自见。”
《春秋》记史的笔法与《史记》不同。司马迁明确指出：“余所谓述故事，整齐其世传，非所谓作也，而君比之于春秋，谬矣。”但《春秋》的“微言大义”并不意味着其“言”是失实的。张京华有这样的评价：“如果说‘良史’、‘实录’代表了古代史学的基本原则，‘微言大义’则是代表了古代史学的最高境界。”也许正因如此，《左传》才会说：“《春秋》之称，微而显，志而晦，婉而成章，尽而不污，惩恶而劝善，非圣人，谁能修之？”

## 成書
上古时期，春季和秋季是诸侯朝聘王室的时节，朝廷大事亦多在此兩季举行，因此“春秋”是古代记事史书的通称。墨子所谓“百国春秋”，俱已不传。传之唯《魯春秋》，《春秋》遂成其专名，即《春秋经》。通常认为《春秋》是孔子的作品，最早《孟子·滕文公下》载：“世衰道微，邪说暴行有作，臣弑其君者有之，子弑其父者有之。孔子惧，作《春秋》。”日本學者平勢隆朗根據魯國紀年採用立年稱元，而《春秋》採用逾年稱元法，認為《春秋》不是由魯國官方編輯的史書。白寿彝《中国史学史》、卫聚贤《古史研究》、苏渊雷《读春秋及三传札记》以及沈玉成《春秋左传学史稿》等学者均持是说。历史学家钱穆在他的《国史大纲》中说：“孔子作《春秋》”。
亦有人认为是鲁国史官的集体作品，唐代史家刘知几首先对孔子修《春秋》存疑，孙觉《春秋经解·周麟之跋》、陆佃《陶山集·卷十二答崔子方书》都有此疑問。石韫玉《独学庐初稿·春秋论》：“《春秋》者，鲁史之旧文也。《春秋》总十二公之事，历二百四十年之久，秉笔而书者必更数十人。此数十人者，家自为师，人自为学，则其书法，岂能尽同？” 

## 考古发现
从海昏侯墓出土简牍，海昏简本《春秋》现存100余枚。西汉流传对《春秋经》进行注释的有《左传》、《公羊传》和《谷梁传》。
研究人员根据文字较清晰的20余枚竹简初步判断可知，简文内容多同见于今本《公羊传》和《谷梁传》，也有仅见于《公羊传》者。其内容文句与今本有出入，也有不见于今本者。
海昏简本《春秋》与《春秋公羊传》关系密切，汉代公羊学盛行，甚至在一段时间内作为治国基本原则，海昏简本《春秋》的发现是春秋经传在出土文献中的首次发现，提供了《春秋》经的最早实物，为了解这段历史提供了宝贵的资料。

## 體裁
《春秋》寫法是在一年之下標出四季，再加日期，然後寫出史事:2。《春秋》以「年・時（季節）・月・日 - 記事」為體裁。
- 年：魯國之君主、魯公在位紀年。
- 時：季節。四季之「春・夏・秋・冬」。
- 月：「正月、二月、三月…」。
- 日：「甲子、乙丑、丙寅…」。
- 記事：短句構成。
- 王

例如、隱公元年・二年（文依『左傳』）。
| 年   | 四季 | 月       | 日   | 記事                       |                            |
| ---- | ---- | -------- | ---- | -------------------------- | -------------------------- |
| 元年 | 春   | 王正月   |      |                            |                            |
|      |      | 三月     |      | 公及邾儀父盟於蔑           |                            |
|      | 夏   | 五月     |      | 鄭伯克段於鄢               |                            |
|      | 秋   | 七月     |      | 天王使宰咺來歸惠公仲子之賵 |                            |
|      |      | 九月     |      | 及宋人盟於宿               |                            |
|      | 冬   | 十有二月 |      | 祭伯來                     | （祭伯這個人來訪）         |
|      |      |          |      | 公子益師卒                 | （公子益師去世）           |
| 二年 | 春   |          |      | 公會戎於潛                 |                            |
|      | 夏   | 五月     |      | 莒人入向                   |                            |
|      |      |          |      | 無駭帥師入極               | （無駭帅軍攻入極）         |
|      | 秋   | 八月     | 庚辰 | 公及戎盟於唐               |                            |
|      |      | 九月     |      | 紀裂繻來逆女               |                            |
|      | 冬   | 十月     |      | 伯姬歸於紀                 | （鲁国女公子伯姬出嫁紀国） |
|      |      |          |      | 紀子帛莒子盟於密           |                            |
|      |      | 十有二月 | 乙卯 | 夫人子氏薨                 | （国君夫人子氏逝世）       |
|      |      |          |      | 鄭人伐衛                   | （鄭國討伐衛国）           |

《春秋》一书文字簡練、記事簡略：少则一字，如僖公三年六月“雨”、隱公五年“螟”；或二、三字，僖公三年夏四月“不雨”、八年夏“狄伐晉”；多则如“定公四年春三月”中的敘述也不超過四十五個字。文句極為簡短，每條最多不過47字，最少僅有1字:2。最初原文僅18000多字，三國曹魏時張晏計算《春秋》共有18000字，晚唐人徐彥的計算亦有18000字，南宋王觀國《學林》則記載有16500個字，現存版本則只有16000多字。《春秋》全書分條記事，不相聯屬:2。因此，古人為此書又寫了一些著作，對書中的記載進行解釋和說明，稱之為《傳》。
《春秋》的内容多涉及乱臣贼子，全书共记弑君三十三例。用意是要隱寓褒貶，使亂臣賊子懼，以匡時救世；故對事件均有評論:2。《春秋》內容以戰爭、會盟、朝聘等為主，也涉及日蝕、地震、水災、旱災、蟲災和祭祀、婚喪、宮室等:2。《春秋》文字简略，叙事重结果，不铺叙过程，故稱之春秋笔法，朱熹认为《春秋》并无表示褒贬之义的所谓「书法」。後世有史家仿效春秋筆法:2。《春秋》也有自然現象，日食、月食、陨石、水灾、旱灾、蝗灾、地震等，记载日食三十六次；例如莊公七年所记“星陨如雨”是关于天琴座流星雨，文公十四年记“有星孛入于北斗”是哈雷彗星的最早记录。
自西漢以來，儒家奉《春秋》為經典，為五經之一，又稱《春秋經》:2。

## 春秋傳
《漢書·藝文志》記載為《春秋》作傳者共5家：
- 《左氏傳》30卷
- 《公羊傳》11卷
- 《穀梁傳》11篇
- 《鄒氏傳》11卷
- 《夾氏傳》11卷

《鄒氏傳》和《夾氏傳》今已不存。《公羊傳》和《穀梁傳》成書於西漢初年，用當時通行的隸書所寫，稱為今文。《左傳》有兩種：一種出於孔子舊居的牆壁之中，使用秦朝以前的古代字體寫的，稱為古文；一種是從戰國時期的荀卿流傳下來的。陆德明《经典释文・序录》說：“左丘明受经于仲尼，公羊高受之于子夏，穀梁赤乃后代传闻，三传次第自显。”《公羊传》在汉景帝时立为学官；至汉武帝时，《穀梁传》學者瑕丘江公与《公羊传》大師董仲舒当朝辩论，江公因“呐于口”，由是公羊大兴，後來“公孙弘以治《春秋》为丞相封侯，天下学士靡然乡风矣”。汉宣帝时期，《穀梁传》的地位提高，征召瑕丘江公之孙为博士，立为学官，一度取得了与《公羊传》抗衡的地位。
何休在《春秋公羊注疏序》中说：“往者略以胡毋生条例，多得其正，故遂隐括使就绳墨焉。”《公羊傳》和《穀梁傳》與《左傳》有很大的不同。《公羊傳》、《穀梁傳》講「微言大義」，希望試圖闡述清楚孔子的本意（作者認為《春秋》是孔子所作），有人認為有些內容有牽強附會的嫌疑。《左傳》以史實為主，補充了《春秋》中沒有記錄的大事，一些紀錄和《春秋》有出入。杜預统计《左传》中用“凡”的语句共五十处，即所谓“五十凡”。
三传之中，《公羊》、《穀梁》两家以解经为主，《左氏》則以叙事为主。

### 
- 《春秋通論》四卷--清方苞注。

#### 
- 《春秋左傳註疏》--西晉杜預註《春秋經傳集解》；唐孔穎達疏《春秋正義》六十卷。五經正義、十三經注疏之一。

- 《春秋公羊傳註疏》--東漢何休註《春秋經傳解詁》；作者不可考[18]疏《春秋公羊疏》。十三經注疏之一。

- 《春秋穀梁傳註疏》--東晉范甯註《春秋穀梁傳集解》；唐楊士勛疏《春秋穀梁疏》。十三經注疏之一。

## 評價
- 孟子曰：「孔子成《春秋》而乱臣贼子惧」[19]，焦兹说「说《春秋》者，莫先于孟子」。
- 孟子曰：「春秋，天子之事也。是故孔子曰：『知我者，其惟春秋乎！罪我者，其惟春秋乎！』」
- 南懷瑾稱：「吾人幼時讀《春秋》、《左傳》，而耆年碩學則告誡曰：少年不宜讀《左傳》，恐因此而誤入歧途；吾輩後生小子，則相譏謂：然則，何以關雲長讀春秋，俗世反稱為武聖，美髯公真為春秋所誤耶！此亦一大疑情，一大話頭。大可一參。」[20]
- 李敖曾評論孔子在《春秋》中做了許多手腳，「孔夫子是春秋時代魯國人，在《春秋》所記的兩百四十年中，魯國的皇帝，四個在國內被殺，一個被趕跑，一個在國外被殺，這樣六件重大的事，孔夫子竟在《春秋》裏，一個字也不提。這哪裏是寫真相呢？這不是有意說謊嗎？」[21]
- 《史記·太史公自序》：上大夫壺遂曰：「昔孔子何為而作春秋哉？」太史公曰：「余聞董生曰：『周道衰廢，孔子為魯司寇，諸侯害之，大夫壅之。孔子知言之不用，道之不行也，是非二百四十二年之中，以為天下儀表，貶天子，退諸侯，討大夫，以達王事而已矣。』子曰：『我欲載之空言，不如見之於行事之深切著明也。』夫春秋，上明三王之道，下辨人事之紀，別嫌疑，明是非，定猶豫，善善惡惡，賢賢賤不肖，存亡國，繼絕世，補敝起廢，王道之大者也。易著天地陰陽四時五行，故長於變；禮經紀人倫，故長於行；書記先王之事，故長於政；詩記山川谿谷禽獸草木牝牡雌雄，故長於風；樂樂所以立，故長於和；春秋辯是非，故長於治人。是故禮以節人，樂以發和，書以道事，詩以達意，易以道化，春秋以道義。撥亂世反之正，莫近於春秋。春秋文成數萬，其指數千。萬物之散聚皆在春秋。春秋之中，弒君三十六，亡國五十二，諸侯奔走不得保其社稷者不可勝數。察其所以，皆失其本已。故易曰『失之豪釐，差以千里』。故曰『臣弒君，子弒父，非一旦一夕之故也，其漸久矣』。故有國者不可以不知春秋，前有讒而弗見，後有賊而不知。為人臣者不可以不知春秋，守經事而不知其宜，遭變事而不知其權。為人君父而不通於春秋之義者，必蒙首惡之名。為人臣子而不通於春秋之義者，必陷篡弒之誅，死罪之名。其實皆以為善，為之不知其義，被之空言而不敢辭。夫不通禮義之旨，至於君不君，臣不臣，父不父，子不子。夫君不君則犯，臣不臣則誅，父不父則無道，子不子則不孝。此四行者，天下之大過也。以天下之大過予之，則受而弗敢辭。故春秋者，禮義之大宗也。夫禮禁未然之前，法施已然之後；法之所為用者易見，而禮之所為禁者難知。」
- 《史記·匈奴列傳》：太史公曰：孔氏著春秋，隱桓之閒則章，至定哀之際則微，爲其切當世之文而罔褒，忌諱之辭也。
- 《後漢書·班彪傳》：殺史見極，平易正直，《春秋》之義也。

## 延伸阅读
[在维基数据编辑]
 在维基文库阅读本作品原文（ 在维基共享资源阅览影像）
 《欽定古今圖書集成·理學彙編·經籍典·春秋部》，出自陈梦雷《古今圖書集成》
 《史記/卷121》，出自司馬遷《史記》
- 杨伯峻，《春秋左传》浅讲，中国古代文化史讲座，广西师范大学出版社，2003年，ISBN 7563339388